# 藤井川ダム
藤井川ダム（ふじいがわダム）は、茨城県東茨城郡城里町、一級河川・那珂川水系藤井川に建設されたダムである。
茨城県が管理する県営ダムで、高さ37.5メートルの重力式コンクリートダムである。当初は洪水調節のみを目的とした治水ダムであり、平常時は水を貯めない穴あきダムであったが、その後の水需要の変化に伴って多目的ダムに再開発が行われた。藤井川の治水と水戸市・城里町の水がめとして建設された補助多目的ダムである。ダムによって形成された人造湖はうなぎ地蔵湖（うなぎじぞうこ）と命名されている。

## 地理
藤井川は茨城県内の那珂川水系では涸沼川、緒川に次ぐ規模の河川である。茨城・栃木県境の山地を水源として概ね東に流路をとり、途中で前沢川や西田川を合わせる。かつては西田川合流後そのまま東に流れて那珂川に合流していたが、放水路として新藤井川（現流路）が開削され旧流路は廃川となっている。現在の藤井川は国道123号を沿って南下し、水戸市飯富町で那珂川に合流する。ダムは藤井川が大きく蛇行する狭窄部に建設された。貯水池は一部水戸市に掛かっている。なお、建設当時の所在地は東茨城郡常北町であったが、平成の大合併によって桂村、七会村と合併し城里町になった。

## 沿革
藤井川は水戸市北部を流れる中小河川で、流域のほとんどが穀倉地帯であった。だが河川改修はほとんど手付かずの状態で洪水による被害が絶えなかった。特に1947年（昭和22年）のカスリーン台風では那珂川流域も未曽有の大水害を被ったが、藤井川も出水し流域農地や人家に被害を与えた。茨城県は治水事業として藤井川に県営の治水専用ダム計画を立て、高さ35.0メートルの重力式コンクリートダムとして1956年（昭和31年）3月に完成した。完成当時は日本最大級の治水専用ダムであった。この時の藤井川ダムは平常時には全く水を貯めない穴あきダムであり、計画高水流量（計画の基準となった過去最大の洪水流量）毎秒510トンを毎秒210トンに低減（毎秒300トンのカット）させる目的を持っていた。現在治水ダムの新たな手法として全国各地で採用されている穴あきダムとしても、日本では初期の事例であった。
1960年代以降、藤井川流域は新規の農地開墾が盛んに行われ、生産性が向上。さらに水戸市の人口増加に伴って従来は台地が中心だった宅地造成が次第に低地へも拡大するに及んで人口が増加。これによって洪水による被害額は治水ダム建設以降も増加していた。また、先述の理由によって水需要も次第に増大していった。藤井川は元来河川流量が少なくため池などで農家は対処していたが（那珂川右岸部は茨城県でもため池が多い地域である）、それでも渇水時には容易に水不足に陥り易かった。この上耕地面積と生産性向上は農業用水の増加を招き、藤井川だけでは到底賄いきれない状態であった。さらに、人口の増加は従来那珂川からの取水に頼っていた水戸市の水道需要にも影響を与え、新たな水源確保に迫られた。だが、那珂川から新たに農業用水や上水道を取水することは、江戸時代以来の慣行水利権を保有する土地改良区との困難な交渉が予想され、速効性は期待できなかった。
こうした経緯から、差し迫った水需給のバランス不均衡を是正するために茨城県は1969年（昭和44年）、治水専用であった藤井川ダムの再開発を計画、貯水が可能になるように改造することで不足する用水を補給し、併せて洪水調節の強化を図ろうとした。この藤井川総合開発事業（多目的ダム化）によって12戸の住居が水没することから補償交渉が行われ、七年の歳月を掛けて1976年（昭和51年）にダム再開発が完成。翌1977年（昭和52年）1月には貯水が始まり、運用が開始された。

## 目的

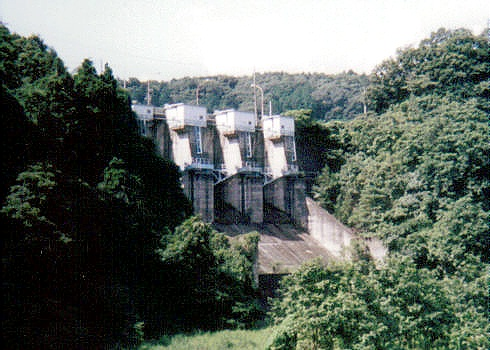
藤井川ダムの非常用洪水吐
ここから放流される光景は滅多に見られない。

藤井川ダムの目的は治水（洪水調節、不特定利水）と利水（灌漑、上水道）である。
1956年の完成時からの目的である洪水調節では、調節量は毎秒210トンと変わらないが計画高水流量が毎秒35トン増え（545トン）、毎秒335トンをダムでカットする。洪水調節のために新たに設置されたゲートとしてはかつて穴が開いていた部分に高圧ラジアルゲートを備え、常用洪水吐きとして洪水時に放流を行う。計画高水流量に近い洪水の際に使用される非常用洪水吐きについては、ダム本体からやや上流部にゲート3門を備える洪水吐き（写真）を設けた。藤井川ダムはダム本体の頂上部（天端・てんば）から放流するタイプではないため、ロックフィルダムに似た形で洪水吐きを別の場所に設置している。こうした型の重力ダムを「非越流型重力式コンクリートダム」と呼ぶが、小河内ダム（多摩川・東京都）や三浦ダム（王滝川・長野県）など全国にはわずかしか存在しない。
不特定利水については城里町磯野地点を基準として、最大で毎秒0.623トンの慣行水利権分の農業用水を流域の既存農地に供給する。灌漑については藤井川及び支流の前沢川・西田川流域の新規開墾農地である160ヘクタールに毎秒0.150トンの用水を供給する。そして上水道では水戸市に日量28,900トン、城里町に日量1,700トンを供給する。水戸市では1985年（昭和60年）に完成した楮川ダム（楮川）と共に飲料水を賄っている。

## 再・再開発
ダムは完成後流域の治水と利水に寄与していた。だが1986年（昭和61年）8月、那珂川水系は観測史上最悪の大洪水が襲った。台風崩れの低気圧は那珂川上流及び茨城県北部に集中豪雨を降らせ、那珂川は1947年のカスリーン台風以来となる大洪水に見舞われた。藤井川流域も上流部での豪雨による洪水と、那珂川の河水が藤井川に逆流することで水戸市飯富町や藤井町の低地を中心に床上浸水や農地への被害が甚大であった。この「昭和61年8月豪雨」を契機にダムの洪水調節機能を増強するため、「藤井川ダム再開発事業」に1991年（平成3年）より着手した。治水ダムの多目的ダム化以来となる二度目の再開発である。
藤井川ダムの洪水調節は、雨季である夏季を前にして予めダムから放流を行い、洪水調節のための容量を確保する予備放流を行っていた。だがこれでは確実な治水が期待できないため、貯水池自体の容量を増やすことを目的にダム湖の底を掘って深くする工事に着手した。湖底を掘削することでより高度な治水を図り、かつ上水道や灌漑といった利水の整合性をとる目的の再開発事業は実に14年の歳月を掛け、2005年（平成17年）完成した。これと並行して藤井川上流部、旧七会村で合流する支流・大谷原川に洪水調節と上水道供給を目的とした大谷原川ダムが建設予定であったが、公共事業見直し論議の中で事業費の増大が見込まれる事から2004年（平成16年）に建設が中止されている。
なお国道123号・新藤井橋より下流の藤井川は建設省（現・国土交通省関東地方整備局）が直轄で河川管理を行う区間であるが、那珂川から藤井川への河水逆流を防ぐため、西田川との合流点に水門（西田川水門）を建設して洪水時には逆流を防ぐ対策を行っている。

## うなぎ地蔵湖
ダム湖の名前である「うなぎ地蔵湖」は地元の伝承を元に命名された。だが地元には余りこの名称は浸透していない。うなぎ地蔵湖を含めて全てを「藤井川ダム」と指している場合が多い。
うなぎ地蔵湖は比較的湖岸線が入り組んでおり、ブラックバスなどが釣れることから休日には釣りをする人の姿が良く見られる。藤井川ダムとその周辺はアウトドア施設が整備されているが、ダムの直下流には「城里家族旅行村・藤井川ダムふれあいの里」と呼ばれる公園施設が整備されている。テント、ロッジ、オートキャンプによるキャンプが可能であり、特に夏休みには多くの家族連れやキャンパーなどで賑わい、駐車場が満杯になることもある。さらに湖畔には町営の温泉保養施設である「ホロルの湯」があり、こちらも休日になると湯治客や家族連れで賑わう。こうしたことから至近距離にある水戸市森林公園とともに水戸市民のアウトドアスポットになっている。
また、下流には名刹である小松寺がある。この寺には平安時代末期に栄華を極めた平清盛の嫡男であり、「小松殿」と呼ばれた内大臣・平重盛の墓所があることでも知られている。キャンプ場からさほど離れていないが、静寂とした境内である。ダム上流には「龍譚渕」と呼ばれる名勝もある。
ダムへは常磐自動車道・水戸インターチェンジを笠間市方面に下車後最初の交差点を右折し、直進した後茨城県道52号石岡城里線に入り、森林公園通過後茨城県道・栃木県道51号水戸茂木線に左折。小松寺付近で再度左折し「ふれあいの里」方面へ直進する。キャンプ場を抜けると右手に非常用洪水吐きが見え、藤井川を渡り坂を登りきった所で左折すると到着する。森林公園付近からも行けるが、道路の幅員が狭いため注意が必要である。国道123号経由では常磐道通過後県道51号に入るか、城里町石塚で県道52号に入る。あとは上述の通りである。